# ラミプリル
ラミプリル（Ramipril）は、アルテース（Altace）などの商品名で販売されている、高血圧、心不全、糖尿病性腎症の治療に使用される医薬品である。心血管疾患のリスクが高い人にも予防薬として用いられる。ラミプリルは高血圧の初期治療において合理的な薬である。投与法は経口である。
一般的な副作用には、頭痛、めまい、疲労感、咳などがあげられる。重度の副作用には、肝臓の障害、血管性浮腫、腎臓の障害、高カリウム血症などがあげられる。妊娠中や授乳中の人への投与は推奨されない。
ラミプリルはACE阻害薬であり、その作用機序はレニン・アンギオテンシン・アルドステロン系の活性を低下させることによって効果を発揮する。
ラミプリルは1981年に特許認可され、1989年に医薬品として承認され、後発医薬品として入手可能である。日本では承認されていない。
2019年の英国の国民保健サービスにかかる1か月分の費用は￡1ポンド未満である。米国での卸売り価格は１か月分約$2米ドルである。

## 効能・効果
高血圧
鬱血性心不全
心不全の証拠がある人の心筋梗塞後
55歳以上の高リスクの患者：心筋梗塞、脳卒中、心血管死の予防、血行再建術の必要性がある患者
尿中にタンパク質を含む糖尿病性腎症（低用量では、腎症の発症や関連する二次的な心血管系イベントの予防）

## 作用機序
ACE阻害剤は、アンジオテンシン変換酵素（ACE）の働きを阻害することにより、アンジオテンシンIIの産生を低下させ、ブラジキニンの分解を低下させる。アンジオテンシンIIが減少すると、動脈平滑筋が弛緩して末梢血管抵抗が減少し、拡張した血管へ血液が送り出されることで血圧が低下する。本剤のブラジキニンに対する作用は、空咳の副作用の原因となっている。
プロドラッグであるラミプリルは、カルボキシルエステラーゼ-1によって活性代謝物であるラミプリラトに変換される。 ラミプリラットは、ほとんどが腎臓から排泄される。半減期は様々で（3～16時間）、心不全や肝不全、腎不全などで延長される。

## 研究開発
Heart Outcomes and Prevention Evaluation試験では、ラミプリルが降圧剤としての特性を超えた心筋保護作用を持つことが示されたように思われる。しかし、この試験とその結果の解釈については批判されている。
AIRE試験では、心筋梗塞後の慢性心不全に対してラミプリルを投与した患者の死亡率が27％減少した。
ラミプリルはアンジオテンシンII受容体拮抗薬であるテルミサルタンと同様の結果が得られた。

## 参考資料
1. 1 2 3 4 5 6 7  “Ramipril Monograph for Professionals” (英語). Drugs.com.   American Society of Health-System Pharmacists. 2019年3月3日閲覧。
2. ↑  “Ramipril Pregnancy and Breastfeeding Warnings” (英語). Drugs.com. 2019年3月3日閲覧。
3. ↑  Fischer, Jnos; Ganellin, C. Robin (2006) (英語). Analogue-based Drug Discovery. John Wiley & Sons. p. 469. ISBN 9783527607495
4. 1 2   British national formulary : BNF 76 (76 ed.). Pharmaceutical Press. (2018). pp. 172–173. ISBN 9780857113382
5. ↑  “NADAC as of 2019-02-27” (英語). Centers for Medicare and Medicaid Services. 2019年3月3日閲覧。
6. ↑  Pilote L; Abrahamowicz M; Eisenberg M; Humphries K; Behlouli H; Tu JV (May 2008). “Effect of different angiotensin-converting-enzyme inhibitors on mortality among elderly patients with congestive heart failure”. CMAJ 178 (10):  1303–11. doi:10.1503/cmaj.060068. PMC 2335176. PMID 18458262.
7. ↑  Remuzzi, Giuseppe (April 2006). “Prevention and Treatment of Diabetic Renal Disease in Type 2 Diabetes: The BENEDICT Study”. Journal of the American Society of Nephrology. 2 14 (4):  590–597. doi:10.1681/ASN.2005121324. PMID 16565256.
8. 1 2  “Ramipril. An updated review of its therapeutic use in essential hypertension and heart failure”. Drugs 49 (3):  440–66. (March 1995). doi:10.2165/00003495-199549030-00008. PMID 7774515.
9. ↑  Thomsen R; Rasmussen HB; Linnet K; INDICES Consortium. (Jan 2014). “In vitro drug metabolism by human carboxylesterase 1: focus on angiotensin-converting enzyme inhibitors”. Drug Metab Dispos 42 (1):  126–33. doi:10.1124/dmd.113.053512. PMID 24141856.
10. ↑  Hypertension Online Slides - ramipril, mortality, kidney failure, HOPE Archived 2 August 2012 at Archive.is
11. ↑  Ltd, BMJ Publishing Group (1 March 2000). “Ramipril reduced mortality and cardiovascular morbidity in high risk adults”. BMJ Evidence-Based Medicine 5 (2):  47. doi:10.1136/ebm.5.2.47.
12. ↑  http://www.medscape.com/viewarticle/430926 "Debate: Do ACE Inhibitors Have Unique Properties, Beyond Their Antihypertensive Effect?"
13. ↑  “Effect of ramipril on mortality and morbidity of survivors of acute myocardial infarction with clinical evidence of heart failure. The Acute Infarction Ramipril Efficacy (AIRE) Study Investigators”. Lancet 342 (8875):  821–8. (October 1993). doi:10.1016/0140-6736(93)92693-N. PMID 8104270.
14. ↑  “Telmisartan, ramipril, or both in patients at high risk for vascular events”. N. Engl. J. Med. 358 (15):  1547–59. (April 2008). doi:10.1056/NEJMoa0801317. hdl:2437/81925. PMID 18378520.